# Арабські переклади Біблії

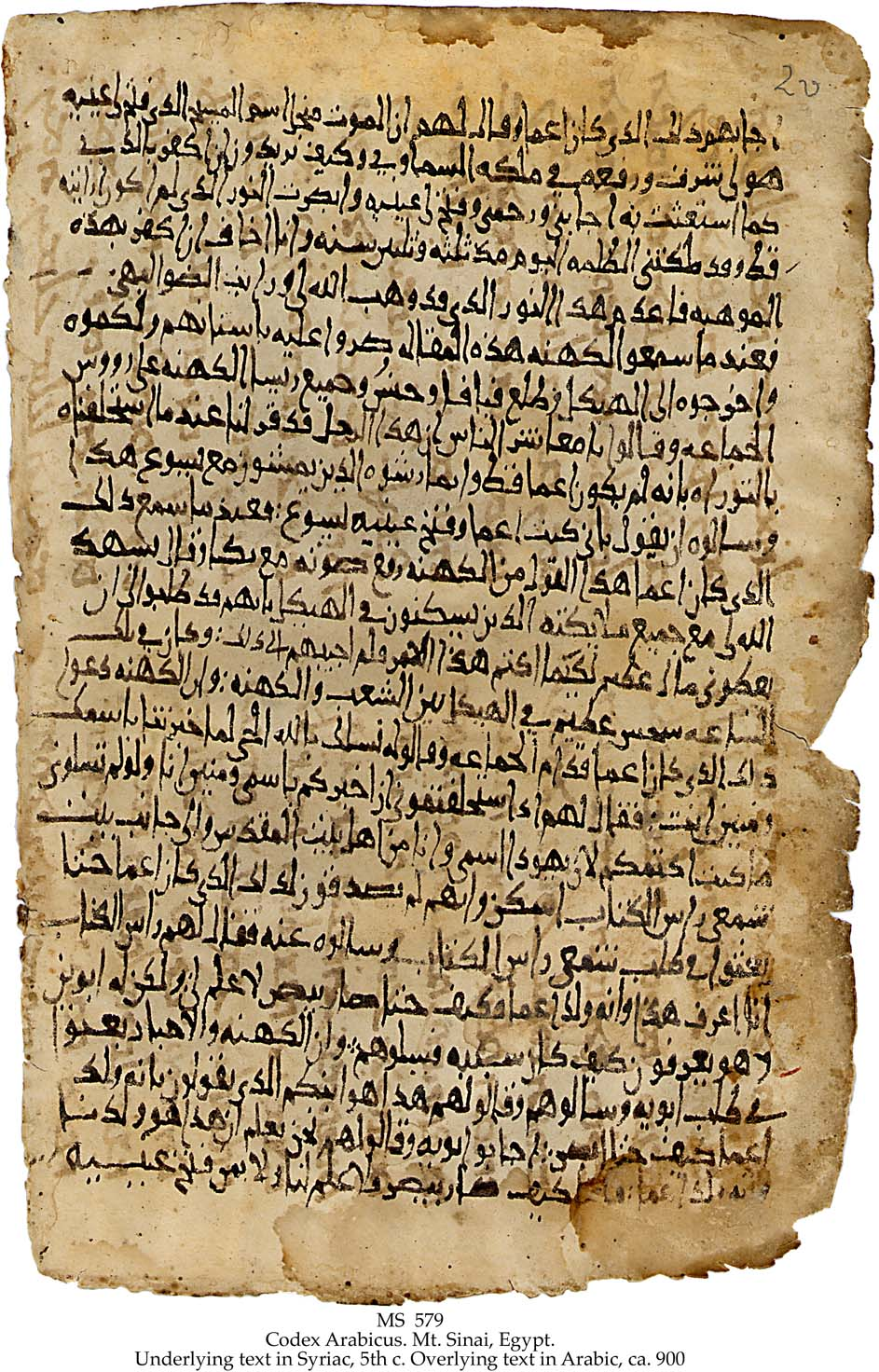
Лист арабского Синайского кодексу 579.

Арабські переклади Біблії — вся сукупність середньовічних і нових перекладів Біблії на арабську мову. Християнство стало поширюватися в Аравії приблизно у II—III століттях, проте не існує свідчень про домусульманскі переклади. Найбільш стародавні рукописи датовані IX століттям; християнські переклади здійснювалися з сирійської та грецької мов у Сирії і Палестині, з коптської мови — в Єгипті, із латинської мови — у мусульманській Іспанії; з Х століття робилися і єврейські переклади Танаха для юдейських громад Палестини та Ємену. Через величезне число різних варіантів в Олександрії в XIII столітті була створена стандартна версія на основі коптської, яка стала єдиною версією арабської Біблії, прийнятої в коптської церкви і поширеною в Ефіопії. Вперше арабське Євангеліє було надруковано в Римі в 1590 і 1591 роках, повний Новий Завіт — в Лейдені в 1616 році. Повний арабський біблійний текст був вперше опублікований у складі Паризького і Лондонського Полиглотту в першій половині XVII століття. Перше окреме друковане видання арабської Біблії було випущено в Римі в 1671 році. У XIX—XX століттях були здійснені переклади протестантськими і католицькими місіями (переважно в Лівані і Єгипті); в Єгипті і Сирії випускалися переклади, адаптовані для мусульман.

## Історія
Відомості про поширення єврейського і християнського Писання в арабському регіоні вкрай уривчасті і суперечливі. Згідно А. фон Гарнака вже в III столітті на південь від Мертвого моря існували єпископства. Згідно Євсевію Кесарийскому, в Аравію двічі запрошували Орігена для вирішення доктринальних спорів (Hist. eccl. VI, 32). Маронітські редактори Паризької багатомовної Біблії стверджували, що перші арабські переклади Біблії датовані IV століттям, але не приводили джерел цих відомостей, до того ж їх завданням було доказати непогрішність і найвищу  точність тексту латинської Вульгати.
Імена перших перекладачів Біблії на арабську мову невідомі. Згідно з «Хронікою» Михайла Сіріна, один з арабських емірів VII століття запропонував яковитському Патріарху Антіохії та всього Сходу Іоанну II СедреИоанну II Седре (631-648) перевести Четвероєвангеліє з сирійської мови на арабську, прибравши при цьому всі згадки про божественність Ісуса Христа, про хрест та хрещення. Патріарх висловив рішучий протест проти таких скорочень, але скликав групу єпископів і священиків, які виконали переклад. На думку Р. Графа («Історія християнської арабської літератури», 1944) — це не більше ніж легенда; в усякому разі ніяких слідів цього перекладу і альтернативних свідчень про нього не існує.
Юдейський переклад Танаха на арабську мову, зробив у Х столітті Саадия Гаон. Крім докладно прокоментованого перекладу для освічених читачів, був вільний переклад для широких мас віруючих, іменований «тафсиром» (івр. התפסיר, араб. التفسير), з частковим коментарем. Призначався він для потреб єврейської громади; до наших днів зберігся переклад Тори та кілька фрагментів інших книг. Найбільшого поширення він отримав в Ємені, де читався на синагогальных службах; схожі редакції існували у коптів і самаритян. На відміну від інших варіантів перекладів єврейських Писань на арабську мову, працю Саадії було записано арабськими літерами, а не єврейськими.

## Різноманіття текстуальних версій. Рукописна та рання друкована традиція

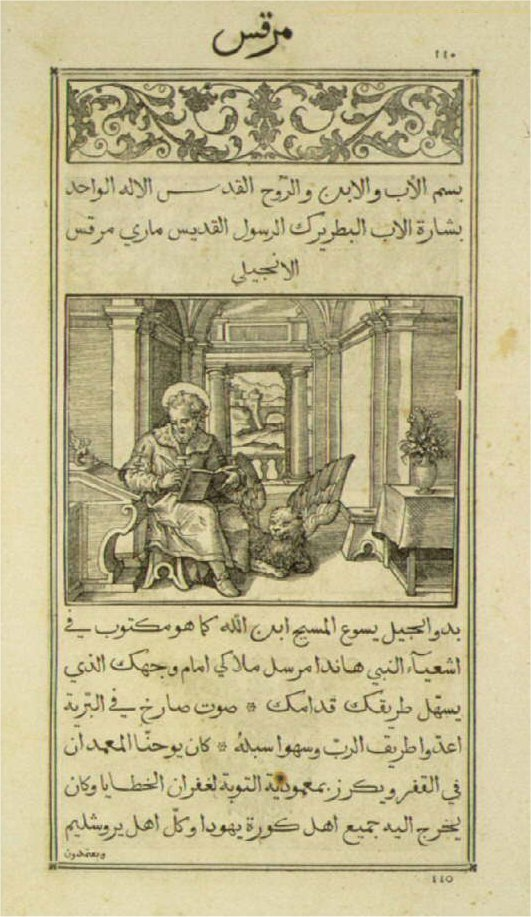
Зображення євангеліста Марка у виданні Euangelium sanctum Domini Nostri Iesu Christi conscriptum a quatuor euangelistis sanctis idest, Mattheo, Marco, Luca, et Iohanne, Рим, 1590

Наукове дослідження арабської рукописної традиції біблійних переказів почалося в другій половині XIX століття. У 1888 році Ігнаціо Гвіді опублікував огляд 75 відомих йому арабських рукописів Біблії. Він розділив арабські переклади Євангелій на 5 груп:
1. переклади з грецької мови;
2. переклади з сирійського мови або виправлені за Пешіто;
3. переклади з коптської мови або виправлені за коптською версією;
4. еклектичні редакції Олександрійського патріархату XIII століття;
5. інші переклади.

## Сучасний стан

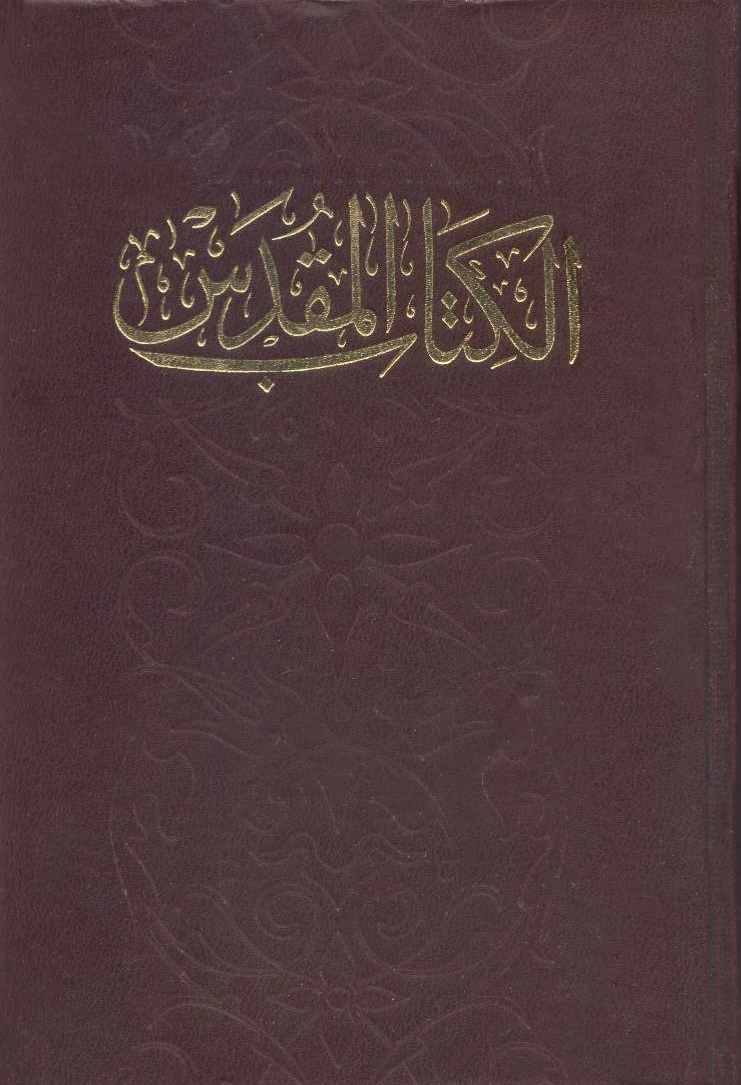
Обкладинка видання ван Дейка

Історія сучасних перекладів Біблії на арабську мову пов'язана з діяльністю протестантських біблійних товариств, зокрема, Товариства сприяння поширенню християнського знання. У 1846 році Товариство доручило цю роботу знавцю по східній культурі Семюелю, який понад 20 років займався дослідженням Пешіто. Робота почалася в Кембриджі за участю ліванського вченого Ахмада Фариса Шидияка; Новий Заповіт був виданий в 1857 році. Деякими фахівцями він визнається одним з найкращих арабських перекладів Біблії.
У 1973 році міжнародне товариство «Жива Біблія» розпочало новий арабський переклад, Новий Завіт якого вийшов в 1982 році та повний текст — у 1988 році. Цей переклад отримав нейтральну назву «Книга Життя: пояснювальний переклад» (араб. كتاب الحياة ترجمة تفسيرية kitāb al-ḥayāh tarjamah tafsīriyyah). Мова його була адаптована під стандарти сучасної літературної мови, завдяки чому отримав широке поширення.
Видаються також переклади, призначені для навернення мусульман. Зразок такого перекладу був виданий в 1990 році єгипетськими християнами під назвою «Благородне Євангеліє» (араб. الإنجيل الشريف al-injīl ash-sharīf). Повний текст Біблії був опублікований в 2000 році під заголовком «Благородна Книга» (араб. الكتاب الشريف al-ketab ash-sharif). Мова перекладу адаптована для сприйняття мусульманами: всі географічні назви, імена та богословські терміни представлені в арабських варіантах, відомих з Корану.

## Зноски
1. ↑  Codex Arabicus (англ.). The Schoyen Collection. Архів оригіналу за 11 червня 2016. Процитовано 9 лютого 2016.
2. ↑  The Hebrew Bible, 2008, с. 781.
3. ↑  Мецгер, 2004, с. 275—276.
4. ↑  Войтенко А. А. Арабские переводы. БИБЛИЯ. IV. ПЕРЕВОДЫ. Церковно-научный центр «Православная Энциклопедия». Архів оригіналу за 11 лютого 2016. Процитовано 7 лютого 2016.
5. ↑  Са‘адия Гаон // Электронная еврейская энциклопедия. (рос.)
6. ↑  Allen R. {{{Заголовок}}}. — 395 p. — ISBN 9783447061414.
7. ↑  Arabic Life Application Bible (ALAB) ترجمة كتاب الحياة. Bible Support. Архів оригіналу за 27 квітня 2016. Процитовано 7 лютого 2016.
8. ↑  كل عام وانتم بخير. arabchurch.com. Архів оригіналу за 13 квітня 2016. Процитовано 7 лютого 2016.
9. ↑  Khalaf, Ghassan.